# کالمروده
کالمروده (به آلمانی: Kallmerode) یک شهر در آلمان است که در آیشسفلد واقع شده‌است. کالمروده ۶۰۶ نفر جمعیت دارد.